# Gouvernement Kaja Kallas II
Pour les articles homonymes, voir Gouvernement Kallas.
République d'Estonie
K. Kallas I K. Kallas III
Le gouvernement Kaja Kallas II (en estonien : Kaja Kallase teine valitsus) est le gouvernement de la république d'Estonie entre le 18 juillet 2022 et le 17 avril 2023, sous la XIVe législature du Riigikogu.

## Historique du mandat
Ce gouvernement est dirigé par la Première ministre libérale sortante Kaja Kallas. Il est constitué et soutenu par une coalition gouvernementale entre le Parti de la réforme d'Estonie (REF), Patrie (Isamaa) et le Parti social-démocrate (SDE). Ensemble, ils disposent de 56 députés sur 101, soit 55,4 % des sièges du Riigikogu.
Il est formé à la suite de la rupture de la coalition au pouvoir depuis janvier 2021.
Il succède donc au gouvernement Kaja Kallas I, constitué et soutenu par une coalition entre le Parti de la réforme et le Parti du centre d'Estonie (KESK).

### Formation
Kaja Kallas annonce le 3 juin 2022 avoir demandé au président de la République, Alar Karis, de relever de leurs fonctions l'ensemble des ministres issus du Parti du centre. Considérant l'accord de coalition comme « périmé », elle a formulé cette demande après que le KESK a voté dans le même sens que le Parti populaire conservateur d'Estonie (EKRE), dans l'opposition, lors de l'examen d'un projet de loi relatif à l'éducation. Le Parti de la réforme propose alors d'ouvrir des négociations avec Patrie et le Parti social-démocrate.
Un accord de coalition entre le REF, Patrie et le SDE est conclu le 15 juillet suivant. Quelques heures plus tard, Kaja Kallas reçoit l'investiture des députés par 52 voix pour et 26 contre pour former le prochain gouvernement. Le nouvel exécutif se compose de quatorze ministres, cinq pour les deux nouveaux partenaires des libéraux, et quatre pour ces derniers, en sus de la cheffe du gouvernement.
La nouvelle équipe ministérielle est assermentée devant les députés et entre en fonction le 18 juillet.

## Composition
- Par rapport au gouvernement Kaja Kallas I, les nouveaux ministres sont indiqués en gras, ceux ayant changé d'attributions le sont en italique.

| Portefeuille                                                       | Nom | Nom | Nom                                          | Parti  |
| ------------------------------------------------------------------ | --- | --- | -------------------------------------------- | ------ |
| Première ministre                                                  |     |     | Kaja Kallas                                  | ERE    |
| Ministre de l'Éducation et de la Recherche                         |     |     | Tõnis Lukas                                  | Isamaa |
| Ministre de la Justice                                             |     |     | Lea Danilson-Järg                            | Isamaa |
| Ministre de la Défense                                             |     |     | Hanno Pevkur                                 | REF    |
| Ministre du Climat et de l'Environnement                           |     |     | Madis Kallas                                 | SDE    |
| Ministre de la Culture                                             |     |     | Piret Hartman                                | SDE    |
| Ministre des Affaires rurales                                      |     |     | Urmas Kruuse                                 | REF    |
| Ministre des Affaires économiques et des Infrastructures           |     |     | Riina Sikkut                                 | SDE    |
| Ministre de l'Entrepreneuriat et des Technologies de l'information |     |     | Kristjan Järvan                              | Isamaa |
| Ministre des Finances                                              |     |     | Keit Pentus-Rosimannus (jusqu'au 19/10/2022) | REF    |
| Ministre des Finances                                              |     |     | Annely Akkermann                             | REF    |
| Ministre de l'Administration publique                              |     |     | Riina Solman                                 | Isamaa |
| Ministre de l'Intérieur                                            |     |     | Lauri Läänemets                              | SDE    |
| Ministre de la Santé et du Travail                                 |     |     | Peep Peterson                                | SDE    |
| Ministre de la Protection sociale                                  |     |     | Signe Riisalo                                | REF    |
| Ministre des Affaires étrangères                                   |     |     | Urmas Reinsalu                               | Isamaa |